# Akasha (Cronache dei vampiri)
Akasha è un vampiro appartenente ai romanzi di Anne Rice. Appare in numerosi libri della serie: Scelti dalle tenebre (The Vampire Lestat), La regina dei dannati (The Queen of the Damned), Pandora (Pandora) e Il vampiro Marius (Blood and Gold).

## Trama
Akasha è il primo vampiro creato nella saga di Anne Rice.

Akasha, originaria di Uruk (nell'attuale Iraq) sposò nel 4000 a.C. circa il re di Kemet Enkil, divenendo così regina di Kemet.
Insieme al marito si applicò onde far scomparire gli abominevoli riti di cannibalismo ancora attuati nel suo paese. Con questa scusa fece arrestare due sorelle gemelle, streghe di una regione estrema del suo regno, di nome Maharet e Mekare. Il vero scopo era però l'interesse di conoscere e di avere risposta dagli spiriti con cui esse riuscivano a comunicare.

Tra questi fa capolino Amel, uno spirito maligno, definito così perché invidioso del corpo degli uomini che lui un tempo aveva, e che infastidisce chiunque lo incontri con numerose punture sul corpo dalle quali preleva piccole quantità di sangue, liquido che trova delizioso.
In seguito agli avvenimenti descritti in La regina dei dannati, tra cui soprusi alle due gemelle e al popolo, Akasha si ritrova ferita a morte nella casa del suo Maestro di Palazzo Khayman. Qui, lo spirito Amel, già appassionato delle personalità e del sangue dei due sovrani di Kemet, per vendicare le offese alle due streghe trova l'occasione per entrare nel corpo della regina e fondervi il proprio nucleo spirituale con il corpo fisico di Akasha, rendendo quest'ultima il primo vero vampiro.
Seguendo le varie vicissitudini narrate nelle Cronache, Akasha crea numerosi vampiri, i primi saranno il suo sposo Enkil, quindi Khayman e successivamente molti vampiri della I stirpe, che si confronteranno in guerra con altri vampiri creati dalla progenie "buona" di vampiri derivata da Khayman, Maharet e Mekare.

Col passare dei secoli e dei millenni, Akasha ed Enkil si ritirano in un riposo millenario.
Essendo la loro vita preziosa per tutti i vampiri, dato che la loro morte equivarrebbe alla morte stessa di tutti i vampiri, varie generazioni di vampiri si prendono cura di essi, oramai destinati a essere delle creature statuarie ("Coloro-che-devono-essere-conservati"). In ultimo, sarà Marius a esser loro custode, sino all'avvento di Lestat che, grazie alla sua personalità e alla sua voglia di esporsi al pubblico mortale, risveglia l'interesse, nonché il corpo, della regina.

La Regina dei Dannati decide di distruggere quasi tutti i vampiri esistenti, ormai nel XX secolo destinati a vite nascoste e fuggitive, nonché deboli, lasciando in vita solo quelli più vicini a Lestat e a Marius.

La mancanza di etica e moralità che costituisce la sua personalità, così descritta dall'autrice, porta Akasha a pensarsi futura regina del mondo, un mondo costituito quasi unicamente da donne e privo della specie umana più guerrigliera e priva di sentimento, gli uomini.
Proponendo questo ai vampiri rimasti, che includono anche Maharet e Khayman, Akasha non trova il sostegno che si aspettava e decide di uccidere tutti i rimanenti. Proprio in questo momento si ha il ritorno di Mekare, risvegliatasi in seguito all'avvento di Akasha, il cui risentimento nei suoi confronti è sopravvissuto ai millenni. Mekare la attacca e la uccide strappandole cuore e cervello, che ingerirà portando così all'interno di se stessa il nucleo originale e assicurando la continuità dei vampiri.